# Црногорске владарке
Следи списак владарки Црне Горе.

## Владарке Црне Горе

### Кнегиње
| Слика | Име            | Отац          | Рођење             | Брак              | Постала владарка  | Престала да влада | Смрт              | Супружник         |
| ----- | -------------- | ------------- | ------------------ | ----------------- | ----------------- | ----------------- | ----------------- | ----------------- |
|       | Даринка Квекић | Марко Квекић  | 31. децембар 1837. | 12. јануар 1855.  | 12. јануар 1855.  | 13. август 1860.  | 14. фебруар 1892. | Данило Петровић   |
|       | Милена Вукотић | Петар Вукотић | 4. мај 1847.       | 8. новембар 1860. | 8. новембар 1860. | 28. август 1910.  | 16. март 1923.    | Никола I Петровић |

### Краљице
| Слика | Име            | Отац          | Рођење       | Брак              | Постала владарка | Престала да влада  | Смрт           | Супружник             |
| ----- | -------------- | ------------- | ------------ | ----------------- | ---------------- | ------------------ | -------------- | --------------------- |
|       | Милена Вукотић | Петар Вукотић | 4. мај 1847. | 8. новембар 1860. | 28. август 1910. | 28. новембар 1918. | 16. март 1923. | Никола Петровић Његош |

### Супружнице претендената
| Слика     | Име                     | Отац            | Рођење            | Брак               | Постала владарка   | Престала да влада | Смрт              | Супружник               |
| --------- | ----------------------- | --------------- | ----------------- | ------------------ | ------------------ | ----------------- | ----------------- | ----------------------- |
|           | Милена Вукотић          | Петар Вукотић   | 4. мај 1847.      | 8. новембар 1860.  | 28. новембар 1918. | 1. март 1921.     | 16. март 1923.    | Никола I Петровић       |
|           | Јута од Мекленбурга     | Адолф Фридрих V | 24. јануар 1880.  | 27. јул 1899.      | 1. март 1921.      | 7. март 1921.     | 17. фебруар 1946. | Данило Петровић (принц) |
|           | Женевјев Петровић Његош | Френсис Пригент | 4. децембар 1919. | 27. јануар 1941.   | 27. јануар 1941.   | 11. август 1949.  | 26. јануар 1989.  | Михаило Петровић Његош  |
|           | Франсина Петровић Његош | Антоније Наваро | 27. јануар 1950.  | 27. новембар 1976. | 24. март 1986.     | 6. август 2008.   | 6. август 2008.   | Никола Петровић (принц) |
| упражњено |                         |                 |                   |                    |                    |                   |                   |                         |